# Filmové a televizní ceny MTV 2017
Vyhlášení amerických filmových a televizních cen MTV 2017 se konalo 7. května 2017 ve Shrine Auditorium v Los Angeles v Kalifornii. Poprvé se ceny udělovali za práci na filmu, i za práci v televizi. Ceremoniál uváděl Adam DeVine.

## Moderátoři a vystupující

### Moderátoři
- Adam DeVine

### Hudební vystoupení
- Adam DeVine, Millie Bobby Brownová, Lil Rel Howery, Blake Anderson, Chrissy Metz, DJ Nasty, Josh Gad, Mike Colter, Hailee Steinfeld a Rebel Wilson – „Movies & TV“
- Noah Cyrus – „Stay Together“
- Pitbull a J Balvin ft. Camila Cabello – „Hey Ma“
- Big Sean – „Jump Out the Window“

### Hosté
- Asia Kate Dillon – předala cenu za nejlepšího herce/herečku ve filmu
- Alexandra Daddario a Zac Efron – předali cenu za nejlepšího televizního herce/herečku
- Dj Khaled – představil Dj Nastyho
- Tom Holland a Zendaya – představili ukázku k filmu Spider-Man: Homecoming
- Milo Ventimiglia a Chrissy Metz – předali cenu za nejlepší dvojici
- Yara Shahidi a Shay Mitchell – představili Noah Cyrus
- Allison Williams a Lil Rel Howery – předali cenu za nejlepší polibek
- Tracee Ellis Ross a Maxine Waters – předali cenu v kategorii nejlepší boj proti systému
- Gal Gadotová – předal cenu MTV Generation Award a představil Pitbulla, J Balvina a Camilu Cabello
- John Cena a Aaron Taylor-Johnson – předali cenu v kategorii nová generace
- Jaeden Lieberher, Jeremy Ray Taylor, Sophia Lillis, Finn Wolfhard, Wyatt Oleff, Chosen Jacobs a Jack Dylan Grazer – představili trailer k filmu To
- Ansel Elgort a Hailee Steinfeld – předali cenu za nejlepší vrhnutí slz do očí
- Martha Stewartová a Snoop Dogg – předali cenu za nejlepšího moderátora
- Dane Dehaan a Cara Delevingne – představili Big Seana
- Terrence J – předal ocenění za nejlepší hudební vystoupení
- Goldie Hawnová a Amy Schumer – předaly cenu za film roku
- Mark Wahlberg – představili ukázku z filmu Transformers: Poslední rytíř
- Dylan Minnette, Katherine Langford, Alisha Boe, Brandon Flynn, Justin Prentice, Miles Heizer, Ross Butler, Devin Druid, Brandon Larracuente, Ajiona Alexus, Michele Selene Ang, Tommy Dorfman a Steven Silver předali cenu za seriál roku

## Vítězové a nominovaní
Vítězové jsou označeni tučně.
| Film roku | Seriál roku |
| --- | --- |
| - Kráska a zvíře - Hořkých sedmnáct - Uteč - Logan: Wolverine - Rogue One: A Star Wars Story | - Stranger Things - Atlanta - Hra o trůny - Nesvá - Prolhané krásky - Tohle jsme my |
| Nejlepší herecký výkon ve filmu | Nejlepší herecký výkon v seriálu |
| - Emma Watsonová – Kráska a zvíře - araji P. Henson – Skrytá čísla - Daniel Kaluuya - Uteč - Hugh Jackman – Logan: Wolverine - James McAvoy – Rozpocelný - Hailee Steinfeld – Hořkých sedmnáct | - Millie Bobby Brownová – Stranger Things - Emilia Clarkeová – Hra o trůny - Donald Glover – Atlanta - Jeffrey Dean Morgan – Živí mrtví - Mandy Mooreová – Tohle jsme my - Gina Rodriguez – Jane the Virgin |
| Nejlepší komediální vystoupení | Nejlepší hrdina |
| - Lil Rel Howery - Uteč - Will Arnett – LEGO Batman film - Adam DeVine – Workaholics - Ilana Glazer a Abbi Jacobson – Broad city - Seth Rogen – Buchty a klobásy - Seth MacFarlnene – Griffinovi | - Taraji P. Henson – Skrytá čísla - Stephen Amell – Arrow - Millie Bobby Brownová – Stranger Things - Mike Colter – Luke Cage - Grant Gustin – The Flash - Felicity Jones – Rogue One: A Star Wars Story |
| Nejlepší polibek | Nejlepší zloduch |
| - Ashton Sanders a Jharrel Jerome – Moonlight - Zac Efron a Anna Kendrick – Mike i Dave sháněj holku - Taraji P. Henson a Terrence Howard – Empire - Emma Stoneová a Ryan Gosling – La La Land - Emma Watsonová a Dan Stevens – Kráska a zvíře | - Jeffrey Dean Morgan – Živí mrtví - Wes Bentley – American Horror Story: Raonoke - Demogorgon – Stranger Things - Jared Leto – Sebevražedný oddíl - Allison Williams – Uteč |
| Dokument | Nejlepší reality show |
| - 3th - Nejsem žádný tvůj negr - O.J.: Made in America - This Is Everything: Gigi Gorgeous - TIME: The Kalief Browder Story | - RuPaul's Drag Race - Amerika má talent - The Bachelor - MasterChef Junior - The Voice |
| Nejlepší moderátor | Nejlepší vrhnutí slz do očí |
| - Trevor Noah – The Daily Show - Samantha Bee – Full Frontal with Samantha Bee - Ellen DeGeneresová – The Ellen DeGeneres Show - John Oliver – Last Week Tonight with John Oliver - RuPaul – RuPaul's Drag Race | - Tohle jsme my – Jack a Randall na karate - Hra o trůny – Hodorova smrt - Chirurgové - Meredith říká svým dětem o Derekově smrti - Než jsem tě poznala – Will říká Louise, že s ní nemůže zůstat - Moonlight – Paula říká Chironovi, že ho miluje |
| Nová generace | Nejlepší dvojice |
| - Daniel Kaluuya – Uteč - Riz Ahmed – Rogue One: Star Wars Story - Chrissy Metz – Tohle jsme my - Issa Rae – Nesvá - Yara Shahidi – Black-ish | - Hugh Jackman a Dafne Keen – Logan: Wolverine - Josh Gad a Luke Evans – Kráska a zvíře - Brian Tyree Henry a Keith Stanfield – Atlanta - Daniel Kaluuya a Lil Rel Howery – Uteč - Adam Levine a Blake Shelton – The Voice - Martha Stewartová a Snoop Dogg – Martha & Snoop's Potluck Dinner Party |
| Nejlepší americký příběh | Nejlepší boj proti systému |
| - Black-ish - Huangovi v Americe - Jane the Virgin - Moonlight - Transparent | - Skrytá čísla - Uteč - Loving - Luke Cage - Mr. Robot |
| Nejlepší hudební moment | Trendind |
| - „You Can't Stop the Beat“ – obsazení filmu (Hairspray Live!) - „Beauty and the Beast“ – Ariana Grande a John Legend (Kráska a zvíře) - „Can't Stop the Feeling!“ – Justin Timberlake (Trollové) - „How Far I'll Go“ – Auli'i Cravalho (Odvážná Vaiana: Legenda o konci světa) - „City of Stars“ – Ryan Gosling a Emma Stoneová (La La Land) - „Be That As It May“ – Herizen F. Guardiola (The Get Down) - "You're the One That I Want“ – obsazení filmu (Pomáda: Živě) | - "Run The World (Girls)" s Channingem Tatumem jako Beyoncé – Bitva playbacků - "Sean Spicer's Press Conference" feat. Melissa McCarthy – Saturday Night Live - "Lady Gaga's Carpool Karaoke" – The Late Late Show with James Corden - "Cash Me Outside How Bout Dat" – Dr. Phil - "Wheel of Musical Impressions with Demi Lovato" – The Tonight Show Starring Jimmy Fallon - Winona Ryder a její reakce na výhru při SAG – 23. ročník SAG Awards |

### MTV Generation Award
- Franšíza Rychle a zběsile